# Vassili Golitsyne
Pour les articles homonymes, voir Golitsyne.

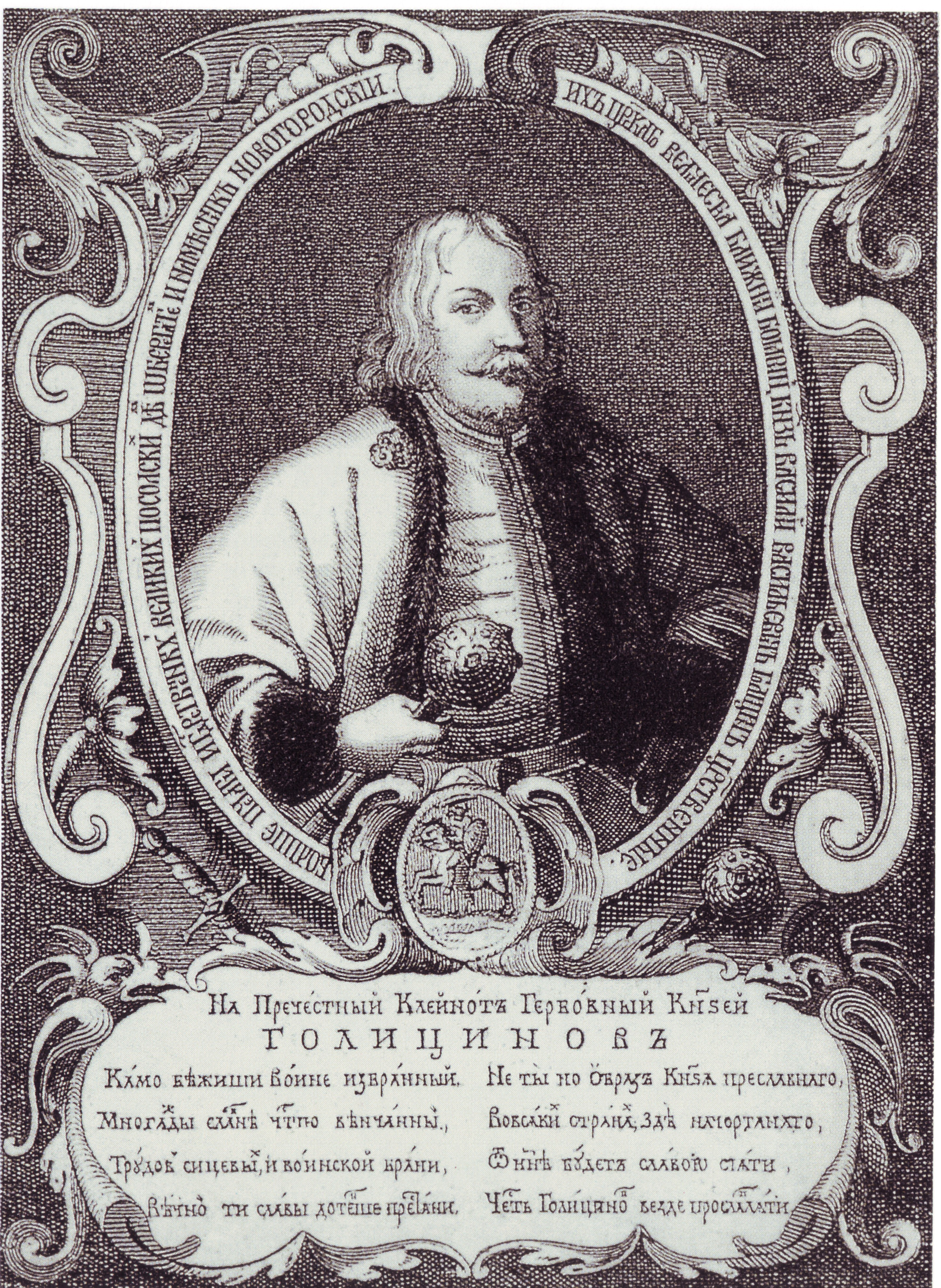
Le prince Vassili Golitsyne (1643-1714)

Le prince Vassili Vassilievitch Golitsyne (en russe : Василий Васильевич Голицын), né en 1643 et mort le 21 avril 1714 à Pinega (gouvernement d'Arkhangelogorod), est un homme d'État russe du XVIIe siècle. Il est plus connu dans les ouvrages historiques en français sous le nom de Galitzine. Il est resté célèbre pour ses talents de politicien et pour avoir été l'amant de la régente Sophie. Homme politique russe, il fut membre du Prikaze Posolsky (département de la diplomatie) de 1682 à 1689. 

## Biographie
Vassili Vassilievitch Golitsyne fut une personnalité de grande stature à l'aimable visage. Doté d'une grande intelligence, possédant de grandes capacités, il fut un homme très raffiné. Les personnalités étrangères qui furent en contact avec lui furent surpris par son esprit vif. Il maîtrisa le latin et le polonais. Il prit exemple sur Louis XIV. 

### Ses débuts
Issu d'une famille d'ancienne noblesse (l'origine des Golitsyne remonte à Gediminas, fondateur du Grand-duché de Lituanie), il reçoit une éducation particulièrement complète pour l'époque et passe sa jeunesse à la cour du tsar Alexis où il accède progressivement au rang de boyard. Il monte lentement en grade dans la bureaucratie de l'État durant les années 1660. En 1676, il est suffisamment connu des Romanov pour que le nouveau tsar, Fédor III, en fasse son principal conseiller et le responsable des affaires publiques de 1676 à 1682. La même année éclate un conflit avec la Turquie et Golitsyne assiste aux opérations militaires de Tchyhyryne. Lors de cette campagne, il acquiert la conviction de l'incompétence de certains bureaucrates dans les hautes fonctions de l'État et de l'armée. Il persuade le tsar que le mestnitchestvo, le droit de préséance des boyards sur les plus hautes charges gouvernementales, est devenu désuet et qu'il doit être aboli. La suppression du mestnitchestvo sera entérinée par un zemski sobor en 1682.
Vassili Golitsyne voit cependant plus large et envisage une réforme générale de l'État. Son programme, en avance sur son temps, comprend une ouverture à l'Occident, le développement du commerce et de l'industrie, la création de voies de communication avec la Sibérie, la mise sur pied d'une armée régulière et la colonisation des marches de la Russie. Il espère également légiférer sur la liberté complète de conscience et de confession et voudrait libérer la paysannerie du servage.

## Son rôle durant le règne deSophie
Son plan de réformes est interrompu à la mort de Fédor III, en 1682. Cette année éclate une insurrection des régiments de streltsy attisée par les partisans de l'ancienne tsarine Maria Miloslavskaïa. Après un flottement de quelques semaines, sa maîtresse Sophie, sœur de Fédor, s'impose comme régente avec Pierre Ier et Ivan V comme co-tsars. Golitsyne est nommé chancelier et responsable du Ministère des affaires étrangères (Posolsky Prikaz). Ce dernier poste lui prendra tout son temps pendant les sept années de régence de Sophie et l'empêchera de poursuivre la réforme ambitieuse qu'il projetait. 
Il passe les premières années à négocier avec la Pologne qui n'a toujours pas reconnu la conquête de l'Ukraine orientale par la Russie. En 1686 il signe à Moscou avec les négociateurs de l'Union de Pologne-Lituanie le Traité de paix éternelle. En vertu de ce traité, le roi de Pologne Jean III reconnaît Smolensk, Kiev et l'Ukraine à l'est du Dniepr comme possessions russes à condition que le tsar l'aide à combattre les Tatars de Crimée.
C'est également Golitsyne qui négocie le traité de Nertchinsk, en 1689, qui abandonne à la Chine la région de l'Amour. Moscou a alors trop de problèmes avec les Turcs pour entreprendre une guerre en Extrême-Orient.
En 1687, Sophie Alexeievna commet l'erreur de confier à Golitsyne le commandement des troupes chargées de conquérir la Crimée. Or, s'il possède de grandes qualités politiques, Golitsyne n'est pas un stratège. L'armée rebrousse chemin avant d'avoir combattu, les Tatars ayant mis le feu à la steppe pour lui barrer la route. Incapable d'élaborer un plan de bataille ou une stratégie adéquate, Golitsyne renonce à affronter l'ennemi.
Une nouvelle expédition est organisée en 1688 et Sophia s'entête à le remettre à la tête de l'armée. Cette fois, il entre en Crimée, assiège Perekop sans conviction, puis revient sur ses pas, laissant 20 000 morts et 15 000 prisonniers sur le terrain. Ce ne fut qu'avec la plus grande difficulté que Sophia put obtenir que le jeune tsar Pierre décorât le commandant en chef battu comme s'il était revenu victorieux.
Quelques semaines plus tard Pierre le Grand renverse Sophie et dans la guerre civile qui suivit entre leurs partisans (août-septembre 1689), le prince Golitsyne soutint sans enthousiasme sa maîtresse et partagea sa ruine. Il craignit un moment pour sa vie, mais fut épargnée grâce aux supplications de son cousin Boris. Il fut toutefois privé de son rang de boyard, ses domaines furent confisqués et il fut banni successivement à Kargopol, Mezen et Kholmogory, où il mourut le 21 avril 1714. 
En exilant le prince Golitsyne, Pierre le Grand ne réalisa pas qu'il se privait du même coup d'un politicien compétent dont certaines idées s'accordent avec les siennes. On se souvint de Vassili Golitsyne comme celui qui fut le grand ami des étrangers, en se référant à lui comme « le Grand Golitsyne » .